# Embrujo Verde
Embrujo Verde es una telenovela costumbrista Colombiana estrenada en el primer semestre de 1977, su primera emisión fue el lunes, 11 de abril, por RTI Televisión .  Se emitía de lunes a viernes a las 10:00 p. m. por Cadena Uno. Protagonizada por Eduardo Vidal, que después de esta actuación se retiraría de la Televisión.  Esta serie fue creada por Luis Serrano Reyes. Dirigida por Eduardo Gutiérrez y con Hernán Estrada en la dirección de las cámaras. Un esmeraldero auténtico colaboró con los libretistas para la veracidad del mismo.

## Argumento
Relato del mundo de las esmeraldas y el misterio e intriga de una historia de amor.

## Reparto
Amparo Grisales como Ibama
Eduardo Vidal como Tarquino Urquijo
Gilberto Puentes
Paula Peña
Lyda Zamora
Carmen de Lugo
Héctor Rivas como el señor Kiu Yu
Diana Sanders
Hernando Casanova como Salomón
Ali Humar
Edgardo Román
Juan Harvey Caicedo
Humberto Arango
Mario García
Alfredo González
José Saldarriaga
Gonzalo Ayala
Hermes Camelo
Cydalia Sanders

## Banda sonora
La banda sonora de Embrujo Verde estuvo a cargo de Alfredo Rolando Ortíz.

## Premios y nominaciones
| Premio      | Categoría   | Nominados         | Resultado | Ref.  |
| ----------- | ----------- | ----------------- | --------- | ----- |
| Premios APE | Mejor actor | Hernando Casanova | Ganador   | [ 3 ] |